# روب فلين
روب فلين (بالإنجليزية: Robb Flynn)‏ هو موسيقي وعازف قيثارة ومغني أمريكي، ولد في 19 يوليو 1967 في أوكلاند في الولايات المتحدة.

## وصلات خارجية
- الموقع الرسمي
- روب فلين على موقع IMDb (الإنجليزية)
- روب فلين على موقع ميوزك برينز (الإنجليزية)
- روب فلين على موقع أول ميوزيك (الإنجليزية)
- روب فلين على موقع أول ميوزيك (الإنجليزية)
- روب فلين على موقع ديسكوغز (الإنجليزية)
- روب فلين على موقع قاعدة بيانات الفيلم (الإنجليزية)